# Emilia Kunawicz
Emilia Kunawicz (ur. 1 czerwca 1905 w Czortkowie, zm. 14 lutego 1989 we Wrocławiu) – polska pisarka.

## Życiorys
Ukończyła seminarium nauczycielskie. W latach 1962–1964 studiowała historię na Uniwersytecie Wrocławskim. W latach 1925–1942 pracowała jako nauczyciel na Wileńszczyźnie. Od 1942 przebywała na robotach przymusowych w III Rzeszy. Od 1945 mieszkała na Dolnym Śląsku, gdzie była kuratorem społecznym. W 1960 przeprowadziła się do Wrocławia.
Pochowana na Cmentarzu Osobowickim we Wrocławiu.

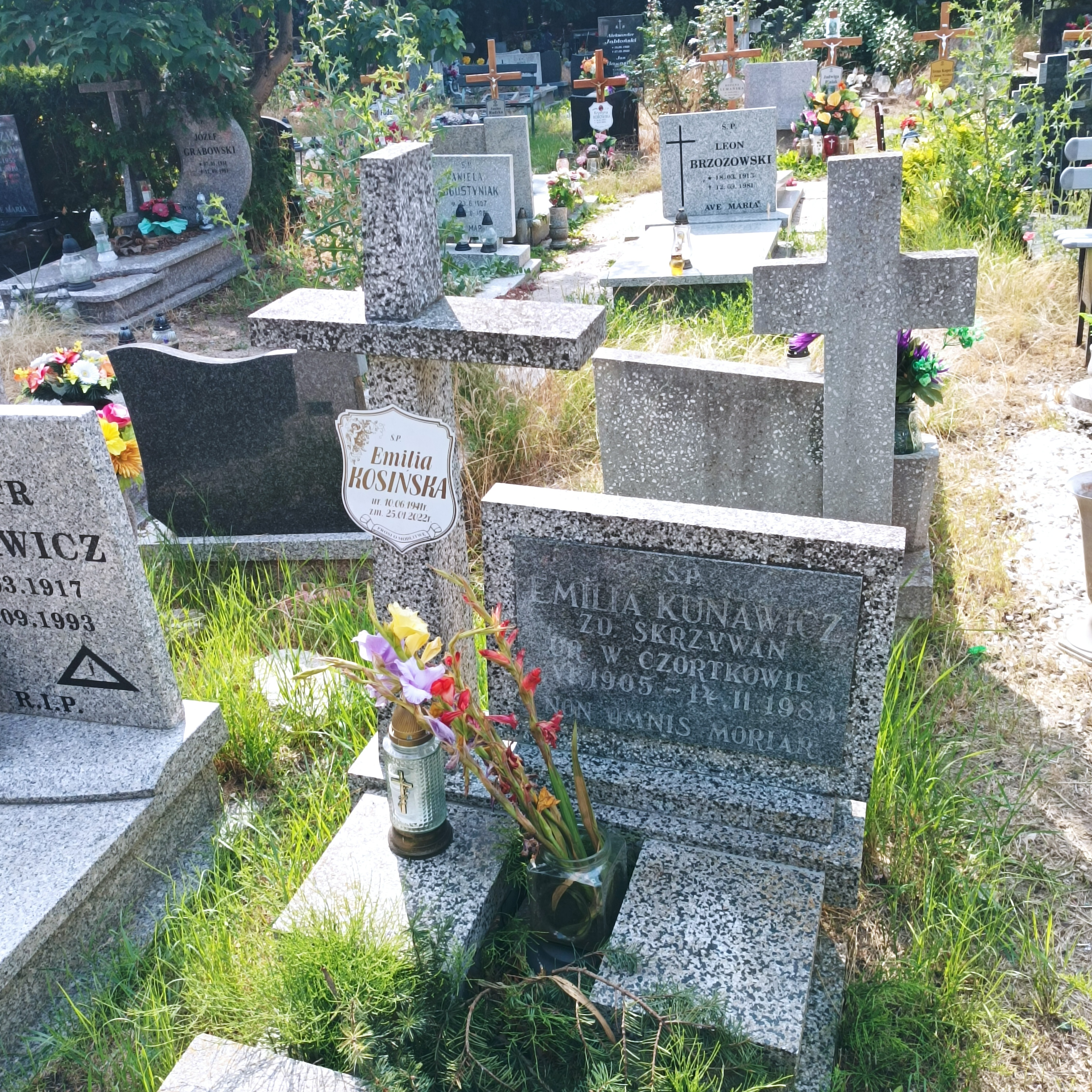
Grób Emili Kunawicz na Cmentarzu Osobowickim we Wrocławiu

## Twórczość
- Dzieciństwo (powieść)
- Serce nienasycone (powieść)
- Karambol na mlecznej drodze (powieść)
- Splątana przędza (powieść)
- Szara gęś (wspomnienia)
- Na siedem spustów (powieść dla młodzieży)